# Ca$his
Ramone Johnson (10 oktober 1982), beter bekend onder zijn artiesten naam Ca$his (ook wel Ca $ his en Cashis), is een rapper uit Chicago, maar hij is al op jonge leeftijd verhuisd naar Californië.
Hij staat sinds 2006 onder contract bij het label Shady Records van Eminem. Hij is te horen op het album Eminem Presents The Re-Up van Eminem. Hij heeft enkele mixtape uitgebracht waaronder County Hooods EP. Hij had ook aangekondigd begin 2011 een mixtape uit te brengen, maar die is pas aan het einde van 2011 uitgekomen, namelijk Shady Loyalty.

## Discografie

### Studioalbums
- 2007: The County Hound EP
- 2011: The Vault
- 2012: The Art of Dying
- 2013: The County Hound 2
- 2014: Euthanasia
- 2015: The County Hound 3

### Samenwerkingsprojecten
- 2005: Watch Closely (met The Renegadez)
- 2006: Eminem Presents The Re-Up (met Shady Records)

- Gemeinsame Normdatei: 135483158
- International Standard Name Identifier: 0000 0001 0200 293X
- Library of Congress Control Number: n2008002126
- MusicBrainz: 032a0fd9-4ad3-46f2-b097-a68331334feb
- Virtual International Authority File: 152025433
- WorldCat: E39PBJkHjPdBp3hf89HRmtqYT3